# Миноносец № 215
№ 215 — один из десяти миноносцев типа «Циклон», построенных для Российского Императорского флота.

## История корабля
12 апреля 1902 года зачислен в списки судов Балтийского флота, в 1901 году заложен на судоверфи Невского судостроительного и механического завода в Санкт-Петербурге, спущен на воду в 1902 году, вступил в строй 1 декабря 1903 года.
В 1908 году прошёл капитальный ремонт корпуса в Гельсингфорсе. 29 августа 1914 года был оборудован тральными устройствами и переклассифицирован в тральщик, а 28 апреля 1915 года – в посыльное судно и зачислен в состав 1-го дивизиона тральной дивизии. Во время Первой мировой войны осуществлял боевое траление в Финском заливе.
15 марта 1918 года был передан в распоряжение Финляндской Советской рабочей республики. 12 апреля 1918 года оставлен в Гельсингфорсе и там реквизирован вооружёнными формированиями буржуазной Финляндии.
В 1922 году, по Юрьевскому мирному договору, подлежал возврату РСФСР, но как окончательно устаревший был продан Финляндии как металлолом.

## Командиры
- 13.05.1905-хх.хх.хххх — врид лейтенант Пилкин, Владимир Константинович
- капитан 2-го ранга Долгоруков, Александр Николаевич
- 1909 — Руденский, Дмитрий Петрович
- 1914-1915 — капитан 2-го ранга Ордовский-Танаевский, Константин Дмитриевич
- 26.01.1915–1916 — старший лейтенант Дуров, Владимир Андреевич
- 1916 — лейтенант Камчатов, Лев Викторович